# Tétrafluoroborate de triéthyloxonium
Le tétrafluoroborate de triéthyloxonium est un composé chimique de formule (CH3CH2)3OBF4, souvent abrégée Et3OBF4. Il s'agit d'un solide blanc soluble dans les solvants polaires inertes tels que le dichlorométhane CH2Cl2, le dioxyde de soufre SO2 et le nitrométhane CH3NO2. Il est distribué commercialement dans l'éther diéthylique CH3CH2OCH2CH3. D'autres sels de triéthyloxonium que le tétrafluoroborate sont également disponibles. Le tétrafluoroborate de triéthyloxonium est l'un des sels de Meerwein, du nom du chimiste allemand Hans Meerwein qui les a découverts. C'est un agent alkylant très énergique apparenté au tétrafluoroborate de triméthyloxonium (CH3)3OBF4.
On obtient le tétrafluoroborate de triéthyloxonium à partir de trifluorure de bore BF3, d'éther diéthylique (CH3CH2)2O et d'épichlorhydrine CH2(O)CHCH2Cl :
4 Et2O·BF3 + 2 Et2O + 3 CH2(O)CHCH2Cl → 3 Et3O+BF4− + B[(OCH(CH2Cl)CH2OEt]3.
Le sel de triméthyloxonium est obtenu à partir de l'éther diméthylique (CH3)2O par une voie analogue. Ces sels ne sont pas stables à température ambiante, et se dégradent par hydrolyse :
[(CH3CH2)3O]+BF4− + H2O → (CH3CH2)2O + CH3CH2OH + HBF4.
La propension des sels de trialkyloxonium aux échanges de groupes alkyle peut être mise à profit par exemple pour favoriser la solubilisation du tétrafluoroborate de triméthyloxonium en alkyloxonium d'ordre supérieur, par conséquent davantage soluble dans les solvants compatibles, ce qui accélère les réactions d'alkylation.